# Psychomyia schefterae
Psychomyia schefterae är en nattsländeart som beskrevs av Schmid 1997. Psychomyia schefterae ingår i släktet Psychomyia och familjen tunnelnattsländor. Inga underarter finns listade i Catalogue of Life.